# Tocopilla
 Tocopilla  là một thành phố của Chile và là tỉnh lỵ của tỉnh Tocopilla, tọa lạc ở vùng Antofagasta, nằm ở phía Bắc của Chile.
Hàng năm Tocopilla kỷ niệm ngày 29 tháng 9 với một chương trình lớn vào ngày hôm trước, bao gồm một cuộc diễu hành trên đường phố chính của thành phố, thức ăn và màn pháo hoa vào lúc nửa đêm.
Thành phố được chia thành hai phần chính bao gồm thành phố trung tâm và phần nhỏ hơn được gọi là La Villa Sur (trong đó có những ngôi nhà sang trọng hơn). Hai phần được chia bởi nhà máy nhiệt điện và nhà máy quy mô lớn chuyên chế biến và vận chuyển kali nitrat, với đường cao tốc ven biển nối liền hai phần.
Phần phía bắc của Tocopilla là các tòa nhà thành phố, quảng trường trung tâm và một số lượng lớn các cửa hàng. Những con dốc lớn của thành phố từ bãi biển đến sườn đồi dọc được bao phủ trong nhà và căn hộ được xây sát nhau để tiết kiệm không gian. Một bãi biển nhân tạo lớn được gọi là "Covadonga" và một bãi biển nhân tạo nhỏ gọi là "Caleta Boy" là những điểm thu hút chính trong mùa hè cho những người dân muốn trốn khỏi cái nóng từ hoang mạc Atacama gần đó thổi đến. Ở phía bắc của thành phố, có một bãi biển cát đen gọi là "El Panteón".
 
Tocopilla là nơi sinh ra của nghệ sĩ Alejandro Jodorowsky và cầu thủ bóng đá nổi tiếng Alexis Sánchez.

## Tên gọi
Tocopilla có nghĩa là "góc của quỷ".

## Trận động đất năm 2007
Ngày 14 tháng 11 năm 2007, trận động đất xảy ra trong đường kính 40 km ở phía Đông Tocopilla, tiếp theo là các cơn dư chấn đến 6,8. Kết quả là, 1.200 căn nhà đã bị phá hủy ở Tocopilla, làm cho 4.000 trong số 27.000 cư dân vô gia cư. Có hai trường hợp tử vong, và ít nhất 115 người bị thương. BBC News</ref> [b] 

## Nhân khẩu học
Theo cuộc điều tra dân số năm 2002 của Tocopilla có 23.986 người (12.050 người và 11.936 phụ nữ). Trong số này, 23.352 (97.4%) sống ở đô thị và 634 (2.6%) ở nông thôn s. Dân số giảm 4,0% (999 người) giữa các cuộc tổng điều tra năm 1992 và năm 2002.

## Thể thao
Thành phố này có một CLB bóng đá tên là Deportes Tocopilla hiện đang chơi ở Tercera B (Chile).
Cầu thủ Alexis Sanchez đang thi đấu cho Manchester United cũng sinh ra và lớn lên ở đây.

## Kinh tế
Thành phố này tạo ra điện cho toàn bộ khu vực khác của Chile và do đó được gọi là "thành phố năng lượng". Khi xuất khẩu saltpeter ở Chile, Tocopilla đặc biệt quan trọng như một điểm xuất khẩu. Ngày nay, ngay cả khi nhà sản xuất muối không có lợi nhuận, Tocopilla vẫn còn là chủ của các công ty tập trung khai thác nó.
Vị trí của Tocopilla dọc theo bờ biển cho phép thành phố có những hoạt động đánh bắt cá, mà cùng với các hoạt động khai thác mỏ là các nguồn lực chính. Đây là một cảng cá, với bột cá và các nhà máy đóng hộp cá. Thông qua cảng của mình đồng từ Chuquicamata và nhà sản xuất muối từ El Toco được xuất khẩu. Tocopilla có ngành luyện kim, hóa chất và các ngành công nghiệp xử lý nitrat, cùng với nhà máy điện. Do những hoạt động này, Tocopilla là một "thành phố ký túc xá", vì nhiều người dân ở đây làm việc bên ngoài thành phố.
Hai môn thể thao quan trọng khác là [bóng chuyền], với thành công tương đối ở trường học và liên đoàn, và bóng đá với một số cầu thủ đã đi đến các nơi khác để phát triển tài năng, chẳng hạn như Alexis Sánchez.